# 마리아 아말리아 폰 외스터라이히 (1701년)
오스트리아의 마리아 아말리아(독일어: Maria Amalia von Österreich, 1701년 10월 22일~1756년 12월 11일)는 신성로마제국의 요제프 1세와 브라운슈바이크뤼네부르크의 아말리아 빌헬미네 사이에서 태어난 딸로, 신성 로마 제국의 황제 카를 7세와 결혼하였다.

## 생애
그녀는 신성로마황제이자 오스트리아 대공인 요제프 1세의 딸로 태어났으나, 합스부르크 가문이 가진 대부분의 영지는 살리카 법을 따르므로, 그녀는 계승권이 없었다. 그리하여, 요제프 1세 사후 삼촌이던 카를 6세가 즉위하지만 그 역시 딸만 둘을 낳게 되고, 결국 국사조칙을 발표하여, 마리아 테레지아가 추정상속인이 되자 이에 반발하였다.

## 자녀
그녀는 카를 7세의 사이에서 7명의 자식을 얻었다.
- 막시밀리안(1723년)
- 마리아 안토니아(1724년 7월 18일 - 1780년 4월 23일) 작센 선제후 프리드리히 크리스티안과 결혼
- 테레제 베네딕타(1725년 12월 6일 - 1743년 3월 29일)
- 막시밀리안 3세(1727년 3월 28일 - 1777년 12월 30일)
- 루트비히 레오(1728년 8월 25일 - 1733년 12월 2일)
- 마리아 안나(1734년 8월 7일 - 1776년 5월 7일) 바덴 후작 루트비히 게오르그와 결혼
- 마리아 요제파(1739년 4월 30일 - 1767년 5월 28일) 신성 로마 제국의 요제프 2세의 황후

| 전임 테레사 쿠네군다 소비에스카 | 바이에른 선제후비 1726년~1745년 1월 20일 | 후임 작센의 마리아 안나 |

| 전임 브라운슈바이크볼펜뷔텔의 엘리자베트 크리스티네 | 보헤미아 왕비 1741년~1743년 | 후임 스페인의 마리아 루도비카 |

| 전임 브라운슈바이크볼펜뷔텔의 엘리자베트 크리스티네 | 신성로마황후 독일 왕비 1742년~1745년 1월 20일 | 후임 오스트리아의 마리아 테레지아 |